# 馬路須加學園2
《馬路須加學園2》（日语：マジすか学園）是東京電視台系列電視劇24（每週星期五24:12 - 24:53、JST）由前田敦子、渡邊麻友、松井朱理奈主演的電視劇。馬路須加學園系列的第二作。

### 登場人物

#### 馬路須加女學園

##### 最強武鬥集團喇叭叭（吹奏部）
- 前田敦子

新副部長。ACE级别。是馬路須加中第一女主。转入马路须加前是有名的问题少女。因好友南被自己树立的敌人打死，自此性格大变。敦子不想见到以前的种种遂转入马路须加，在这里吹奏部的阶梯制度使她认识了众多的朋友并打开了自己的心结。但自优子死后，陷入迷茫的前田为了找出真名女的含义和比自己更强大的对手，竟将学校附近的不良给平了。差点葬送了喇叭叭。
- 京八橋（おたべ） - 橫山由依

新部長。准ace级别，不仅有着冷静聪明的头脑且同时又有崇尚暴力的细胞（从小到大未尝败绩，直到遇到前田，至此使她明白了人外有人的道理）。此人各方面都很优秀，就读于京都一所非常著名的贵族学校。后被前田委托转校到马路须加任吹奏部新部长（可以说要是没有她的领导，吹奏部转瞬间就会被老鼠瓦解掉）。
- 鬼塚達摩 - NaChu

于第二部修炼意志去了。
新喇叭叭四天王
- 學蘭 - 宮澤佐江

吹奏部新四天王之一，top级别，前田和真命女的含义是其奋斗下去的动力。三年级的学兰成长了很多。是一个可以为朋友两面插刀的人物。其最大攻击特点是手刀和霹雳腿，必杀技时速度可以爆崩。
- 搶鏡 -  峯岸南

吹奏部新四天王之一，二年级时是学生会主席……老鼠对其的分析是30，那么不必怀疑，她的拳脚水平基本就是30，属于大UNDER级别，是新四天王中实力最弱的一个，也是唯一一个保持清醒的天王。在激辣遇刺时她对真名女的变味感到痛心难过。后成了四小妹的头头。
- 激辣（/甘口） - 松井玲奈

旧四天王唯一留級。ACE级别（原激辣，留年），因太暴力的原因致使她不能顺利毕业。但在优子死后明显的发生了转变，并为自己改名微甜。学兰为了她能开心毕业而孤身前往战场的事使她认识到了争斗的意义，这使她彻底成长。微甜不仅战力增强，最重要的一点就是她对朋友的定义。微甜是第二部的主线人物，在医院被花音刺伤，从而彻底引爆了马路须加的愤怒。
- 歌舞伎姊妹（（歌舞伎シスターズ/能・狂言シスターズ）

- 大歌舞伎（姊） - 河西智美

吹奏部新四天王之一，top級別，在認識前田敦子前與妹妹是極為自私的獨行俠，在馬路須加是出了名的不良。升上三年級之後，了解守護馬路須加的意義並繼承四天王捍衛校園的意念而增強實力，絕技是借力打力，以手掌的力氣發揮出強大的一擊。
- 小歌舞伎（妹） - 倉持明日香

烤內臟組（チームホルモン）（三年級生）
- 宅姐 - 指原莉乃
- 蹦極 - 仁藤萌乃
- 鰻魚 - 北原里英
- 秋茶 - 高城亞樹
- 無口 - 小森美果

##### ㄘ字聯盟（つの字連合）
- 老鼠 - 渡邊麻友：本次作為主角之一登場。為了對抗喇叭叭集團，與center聯手創立了ㄘ字聯盟，為當中的參謀。家境富裕，父親是黑金政治家渡邊友造，向其要錢無論多少都會給，卻不曾獲得關愛，在孤獨的環境中成長。喜歡聽古典音樂及嚼口香糖，在對抗Under隊時以一敵多戰勝，能單手接住板野的拳頭，擁有相當的戰鬥力卻不喜歡戰鬥。不分敵我，暗地裡作為情報份子挑撥學園及內部間彼此傷害，亦背叛center，失去原本同伴的信賴，ㄘ字聯盟瓦解，其後通報警察逮捕前田。非常討厭同伴意識，對於多次背叛利用卻不離開她身邊的center感到生氣，在體育館裡互毆後變成真正的好朋友。對center說話時的自稱是「わたし」，對其他人說話時的自稱都是「あっし」。
- Center - 松井珠理奈：本次作為主角之一登場。年幼時遭父親家暴，對其憎恨並抱有殺意，母親而後離家出走，有著孤獨的人生。經常在天台與老鼠見面，對於老鼠說謊卻不加掩飾的這點很喜歡，告白多次。憑藉著自身強大的戰鬥實力讓校內不良對其感到服從及信賴，組成了ㄘ字聯盟。1人輕鬆的打倒了荷爾蒙隊並和四天王的激辣真格互毆。看到center強大的實力後，喇叭叭新部長京八橋說服其加入為同伴。而後明知被騙還前去救援老鼠，被矢場學校的不良圍毆，兩人最後一同並肩作戰。前田被警察逮捕前將頂點託付給其與老鼠。

Team Under（元ラッパッパ部員）
- 動畫 - 仲谷明香
- Jumbo - 田名部生來
- Rice - 米澤瑠美
- 昭和 - 片山陽加

起司火鍋組（チームフォンデュ）
- 哪個 - 島田晴香
- 釣魚 - 山內鈴蘭
- 寒鰤 - 島崎遙香
- 年增 - 大場美奈
- 檸檬 - 市川美織

金眉会
- 金眉1 - 繭Co.

肘鉄砲組
- 肘鉄砲1 - 河村春花

##### 學生
- 真奈真奈（まなまな） - 奧真奈美 ※回想出演

##### 畢業生
- 大島優子
- Sado - 篠田麻里子
- Black - 柏木由紀
- 鳥居 - 小嶋陽菜
- 雕刻 - 秋元才加
- 涉谷 - 板野友美

##### 教員關係者
- 野島百合子 - 布施繪理

#### 矢場久根女子商業高校

##### 裸足之会
3年生
- 涉谷 - 板野友美
- 猜拳 - 內田真由美
- 千春 - 佐藤亞美菜
- 早苗 - 佐藤由加理

2年生
- Dance - 矢神久美
- 回來 - 菊地彩香
- 眉毛 - 前田亞美
- 三色 - 佐藤堇
- 瑪麗山羊（まりやぎ） - 永尾瑪利亞
- 千智 - 中田千智
- 瑪莉亞（マリヤ） - 鈴木瑪莉亞
- 莉菜 - 近野莉菜
- 山椒姊妹 二枚刃

- 宮男 - 宮崎美穗
- 愛糖 - 多田愛佳

1年生
- 味噌 - 木本花音

##### 學生
- 美咲 - 岩佐美咲
- 志津香（シズカ） - 大家志津香
- 遙香 - 仲川遙香
- 夏海 - 松原夏海
- 彩佳 - 梅田彩佳
- 智實 - 中塚智實

- 美鄉 - 野中美鄉
- 麗奈 - 藤江麗奈
- 咲子 - 松井咲子
- 晴香 - 石田晴香
- 香菜 - 小林香菜
- 紫帆里（シホリ） - 鈴木紫帆里

- 夏希 - 佐藤夏希
- 夏海 - 平嶋夏海
- 有華 - 增田有華
- 杏奈 - 森杏奈
- 伊豆 - 伊豆田莉奈
- 玲奈 - 加藤玲奈

- 李奈 - 川榮李奈
- 菜月 - 小嶋菜月
- 茉里奈（マリナ） - 小林茉里奈
- 稚菜 - 名取稚菜
- 奈那 - 藤田奈那
- 彩香 - 森川彩香

##### 畢業生
- 前總長 - あじゃ
- 前參謀 - 安藤なつ

#### 捨照護路高校
- 仲俁 - 仲俁汐里
- 玛利亚（マリア）  - 阿部玛利亚
- 杏奈 - 入山杏奈
- 美宥 - 竹內美宥
- 麻里子（マリコ） - 中村麻里子

#### 主要演員之親人
- 大島優香、大島優希 - 大島優子
- Black的小孩（ブラックの子供） - 佐野秀輔
- 雕刻的母親（チョウコクの母） - 歌川椎子 ※声音演出
- Center的父親（センターの父） - 松村明
- Center的母親（センターの母） - 金子路代

#### 其他登場人物
- 警部補 - 高橋南
- 看護師 - 春木みさよ
- 太妹 - 小林閴菜
- 課長 - 村上航
- 秋山成勳 ※照片登場
- 流氓 - 後藤健、叶雅貴
- 雕刻的指導員 - 柳憂怜
- 若田刑事 - 佐藤亮太
- 醫師 - 田中洋之助
- 黑幫 - Velo武田、雲雀大輔、江澤大樹

其他
- 森祐佳、北澤鞠佳、望月るな、小林麗菜、相田楓等

### 音樂
都使用AKB48的樂曲。
片尾曲
- 不知不覺的青春（只有最終話「鬥魂」）
- 作詞:秋元康 作曲:y＠suo ohtani 編曲:野中"まさ"雄一

主題曲
- 鬥魂
- 作詞:秋元康　作曲:TJMixx 編曲:武藤星児

### 播放日・副標題
| 各話                                                    | 日期          | 副標題     | 副標題                 | 劇本     | 導演                        | 收視率 |
| 各話                                                    | 日期          | 原文副標題 | 中譯副標題             | 劇本     | 導演                        | 收視率 |
| ------------------------------------------------------- | ------------- | ---------- | ---------------------- | -------- | --------------------------- | ------ |
| 第1話                                                   | 2011年4月15日 |            | 世代交替好啊！         | 山岡潤平 | 豐島圭介                    | 4.9%   |
| 第2話                                                   | 2011年4月22日 |            | 矢場久根領袖登場！     | 山岡潤平 | 豐島圭介                    | 3.6%   |
| 第3話                                                   | 2011年4月29日 |            | 叛徒伸出手爪           | 山岡潤平 | 佐藤太                      | 3.8%   |
| 第4話                                                   | 2011年5月6日  |            | 友情的有效期限         | 橋本博行 | 佐藤太                      | 3.5%   |
| 第5話                                                   | 2011年5月13日 |            | 激辣ROCK               | 山岡真介 | 豐島圭介                    | 3.7%   |
| 第6話                                                   | 2011年5月20日 |            | 上面是上面，下面是下面 | 山岡真介 | 豐島圭介                    | 3.7%   |
| 第7話                                                   | 2011年5月27日 |            | 為誰戰鬥？             | 鎌田智惠 | 佐藤太                      | 3.6%   |
| 第8話                                                   | 2011年6月3日  |            | 每個答案               | 山岡潤平 | 佐藤太                      | 3.6%   |
| 第9話                                                   | 2011年6月10日 |            | 獨一無二的親友         | 山岡潤平 | 豐島圭介                    | 4.4%   |
| 第10話                                                  | 2011年6月17日 |            | 有沒有算過櫻花的花瓣？ | 山岡潤平 | 豐島圭介                    | 3.7%   |
| 第11話                                                  | 2011年6月24日 |            | 鬥魂                   | 山岡潤平 | 佐藤太                      | 3.6%   |
| 最終話                                                  | 2011年7月1日  |            | 不知不覺的青春         | 山岡潤平 | 佐藤太 豐島圭介（演出協助） | 2.7%   |
| 平均收視率3.73%（收視率是關東地區・Video Research調查） |               |            |                        |          |                             |        |

### 播放電視台
| 播放地域      | 播放電視台           | 系列           | 播放期間                       | 播放日期・播放時間                                                                                               |
| ------------- | -------------------- | -------------- | ------------------------------ | --- |
| 關東廣域圏    | 東京電視台【制作局】 | 東京電視台系列 | 2011年4月15日 - 7月1日         | 週五 24時12分 - 24時53分                                                                                         |
| 北海道        | 北海道電視台         | 東京電視台系列 | 2011年4月15日 - 7月1日         | 週五 24時12分 - 24時53分                                                                                         |
| 愛知縣        | 愛知電視台           | 東京電視台系列 | 2011年4月15日 - 7月1日         | 週五 24時12分 - 24時53分                                                                                         |
| 岡山縣 香川縣 | 瀨戶內電視台         | 東京電視台系列 | 2011年4月15日 - 7月1日         | 週五 24時12分 - 24時53分                                                                                         |
| 福岡縣        | TVQ九州放送          | 東京電視台系列 | 2011年4月15日 - 7月1日         | 週五 24時12分 - 24時53分                                                                                         |
| 大阪府        | 大阪電視台           | 東京電視台系列 | 2011年4月18日 - 7月4日         | 週一 24時12分 - 24時53分                                                                                         |
| 新潟縣        | 新潟電視台           | 日本電視台系列 | 2011年5月19日 - 8月4日         | 週四 24時43分 - 25時23分                                                                                         |
| 鳥取縣 島根縣 | 日本海電視台         | 日本電視台系列 | 2011年6月18日 - 9月10日        | 週六 24時50分 - 25時30分                                                                                         |
| 福島縣        | 福島中央電視台       | 日本電視台系列 | 2011年7月21日 - 10月6日        | 週四 25時13分 - 25時43分                                                                                         |
| 熊本縣        | 熊本縣民電視台       | 日本電視台系列 | 2011年8月6日 - 11月5日         | 週六 24時50分 - 25時30分                                                                                         |
| 廣島縣        | 廣島電視台           | 日本電視台系列 | 2011年11月12日 - 2012年2月10日 | 週五 25時03分 - 25時43分                                                                                         |
| 石川縣        | 北陸放送             | TBS系列        | 2011年5月12日 - 8月11日        | 週四 25時25分 - 26時05分                                                                                         |
| 富山縣        | 鬱金香電視台         | TBS系列        | 2011年6月29日 - 9月14日        | 週三 24時00分 - 24時42分                                                                                         |
| 岩手縣        | IBC岩手放送          | TBS系列        | 2011年8月12日 - 10月28日       | 週五 25時00分 - 25時40分                                                                                         |
| 山形縣        | TVU山形              | TBS系列        | 2011年10月14日 - 12月23日      | 週五 24時15分 - 24時55分                                                                                         |
| 大分縣        | 大分朝日放送         | 朝日電視台系列 | 2011年10月10日 - 10月23日      | 週一 - 週三 25時20分 - 26時00分 週四・週五 25時55分 - 26時35分 週六 26時00分 - 26時40分 週日 25時10分 - 25時50分 |
| 奈良縣        | 奈良電視台           | JAITS          | 2011年4月22日 - 7月8日         | 週五 25時30分 - 26時05分                                                                                         |
| 滋賀縣        | 琵琶湖放送           | JAITS          | 2011年8月31日 - 11月16日       | 週三 26時20分 - 27時00分                                                                                         |
| 和歌山縣      | 和歌山電視台         | JAITS          | 2011年9月18日 - 12月3日        | 週六 24時10分 - 24時40分                                                                                         |

## 作品變遷
| 東京電視台 電視劇24         | 東京電視台 電視劇24                    | 東京電視台 電視劇24 |
| --------------------------- | -------------------------------------- | ------------------- |
|                             | 馬路須加學園2 （2011.4.15 - 7.1）      |                     |
| URAKARA （2011.1.14 - 4.8） | 勇者義彥和魔王之城 （2011.7.8 - 9.23） |                     |

## 外部連結
- 馬路須加學園2 （页面存档备份，存于）